# 米海爾·克爾門奇克
米海爾·克爾門奇克（1993年3月15日—），捷克足球運動員，現效力印尼甲組聯賽球會佩斯查雅加達，司職前鋒。

## 俱樂部生涯
克爾門奇克在很小的時候就展示出色的足球天賦，在學校踢球的時候被比爾森勝利的球探發現並將他帶到俱樂部中，2011年，克爾門奇克被提拔至一線隊，但之後被輾轉租借至多支球隊，2015-16賽季結束後，他回到比爾森勝利。
2020年1月，比甲俱樂部布魯日宣佈簽下前鋒克爾門奇克，轉會費為600百萬歐元，在隨後兩個賽季，他只為布魯日出戰了19場比賽，表現並不是特別理想。
2021年1月5日，PAOK宣佈與布魯日俱樂部達成協議，租借克爾門奇克至2020-21賽季結束， 2020-21賽季，他共為球隊出戰28場，打進9球。2021年7月克爾門奇克被租借至布拉格斯拉維亞足球俱樂部。

## 國家隊生涯
克爾門奇克曾代表捷克各梯級國家隊出戰比賽，2016年開始，他開始成為捷克國家足球隊的成員。
2021年6月2日，克爾門奇克入選2021年歐洲杯最終名單。

## 外部連結
- Soccerway資料庫：米海爾·克爾門奇克